# Crowsoniellidae
Crowsoniellidae zijn een familie van kevers. De familie is voor het eerst wetenschappelijk beschreven in 1983 door Iablokoff-Khnzorian. 

## Taxonomie
De familie is als volgt onderverdeeld:
- Geslacht Crowsoniella Pace, 1976[3]